# Francisco Candela
Francisco Antonio Candela Pascual, conocido como Paco Candela (Crevillente, Alicante, España, 19 de enero de 1993) es un futbolista español. Juega de centrocampista, actualmente está sin club

## Trayectoria
El centrocampista defensivo se formó futbolísticamente en las categorías inferiores del Villarreal CF. En 2013, firma con el CD Leganés que llega procedente de la cantera del Villarreal y que firma por una temporada con opción a otra. Paco Candela ha estado a las órdenes de Asier Garitano y su cuerpo técnico durante varias semanas. En este tiempo el jugador ha convencido al míster blanquiazul y firma por un año con opción a otro.
En el mercado de invierno de la temporada 2014/15, es cedido al Sevilla Atlético Club, sin opción de compra alguna por parte sevillista. El hecho de que Asier Garitano le hubiera convertido en el 14º futbolista más usado en la campaña del ascenso le dio esperanzas, disputado 186 minutos repartidos en cuatro partidos de Liga y uno de Copa. 
En 2015, vuelve al CD Leganés.

## Clubes
| Club                           | País   | Año       |
| ------------------------------ | ------ | --------- |
| Villarreal B                   | España | 2011-2013 |
| CD Leganés                     | España | 2013-2016 |
| Sevilla Atlético Club (Cedido) | España | 2015      |
| Club de Fútbol Fuenlabrada     | España | 2016-2018 |
| Hércules Club de Fútbol        | España | 2018-2019 |
| Club de Fútbol Intercity       | España | 2019      |
| Mérida AD                      | España | 2019-2020 |